# Dinosauropodes
Dinosauropodes (лат.) — ихнород травоядных птицетазовых динозавров из позднего мела Северной Америки. Все 8 ихновидов названы доктором Йельского университета Richard Swann Lull в 1932 году. Типовой ихновид указан не был. Из-за неполноты имеющихся сведений об этих ихнотаксонах все ихновиды и ихнород признаны nomen nudum.

## История исследования
Следы обнаружены в формации Mesa verde, датированной сантоном — маастрихтом (около 84—70 млн лет назад), штат Юта, США.

## Описание и классификация
Типовой экземпляр Dinosauropodes magrawii — Catalogue No. 1 представляет собой слепок ступни. Длина её примерно 136 см, длина большого шага примерно 366 см. Имеется два дополнительных экземпляра — Catalogue No. 2 и 3. Все экземпляры представляют собой слепки трёхпалых ступней.
Типовой и единственный экземпляр Dinosauropodes sternbergii — Catalogue No. 17 представляет собой слепок трёхпалой ступни. Длина её примерно 58,5 см.
Типовой экземпляр Dinosauropodes nettletoni — Catalogue No. 18 представляет собой слепок ступни. Длина её примерно 24 см. Имеется дополнительный экземпляр — Catalogue No. l9. Оба экземпляра представляют собой слепки небольших трёхпалых ступней.
Типовой экземпляр Dinosauropodes osborni — Catalogue No. 20 представляет собой слепок ступни. Длина её примерно 39 см. Имеются дополнительные экземпляры — Catalogue No. 21, 22, 23, 24 и 25. Все экземпляры — это слепки четырёхпалых ступней.
Типовой экземпляр Dinosauropodes crawfordii — Catalogue No. 26 представляет собой слепок кисти. Длина её примерно 30,5 см. Имеются дополнительные экземпляры — Catalogue No. 27, 28, 29, 30 и 31. Все экземпляры — это слепки четырёхпалых кистей.
Имеется два экземпляра, не поддающихся классификации, поскольку следы очень необычны. Возможно, лапа динозавра поскользнулась, оставив такие следы.
Типовой экземпляр Dinosauropodes wilsoni — Catalogue No. 4 представляет собой слепок ступни. Длина её примерно 87,5 см, длина большого шага примерно 315 см.  Имеются дополнительные экземпляры — Catalogue No. 5, 6, 7. Все экземпляры — это слепки трёхпалых ступней.
Типовой экземпляр Dinosauropodes bransfordii — Catalogue No. 8 представляет собой слепок ступни. Длина её примерно 73 см. Имеются дополнительные экземпляры — Catalogue No. 9, 10, 11, 12 и 13. Все экземпляры — это слепки трёхпалых ступней.
Типовой экземпляр Dinosauropodes sweetii — Catalogue No. 14 представляет собой слепок ступни. Длина её примерно 58,5 см. Имеется два дополнительных экземпляра — Catalogue No. 15 и 16. Все экземпляры представляют собой слепки трёхпалых ступней.
Придуманный Earl Douglass термин Dinosauropodes и одобренный доктором Lull не имеет научной ценности, представляя разнообразные таксоны (тероподы, орнитоподы, цератопсы), поскольку не соответствует принятому систематическому порядку назначения имён таксонов.